# Gustavo Zapata
Pour les articles homonymes, voir Zapata.
Gustavo Zapata est un footballeur argentin né le 15 octobre 1967 à Saladillo.